# Janky Kocsárd
Vitéz bulcsi Janky Kocsárd (Déva, 1868. február 11. – Debrecen, 1954. október 20.) lovassági tábornok, a Katonai Mária Terézia-rend lovagja, 1922–1930 között a Magyar Királyi Honvédség vezérkari főnöke, ezzel párhuzamosan 1925–1930 között a honvédség főparancsnoka is.

## Élete
Janky Lajos altábornagy és Fekete Anna fiaként született az erdélyi Déván. Katonai tanulmányait Kőszegen kezdte meg, majd a bécsújhelyi katonai akadémián folytatta, amelyet 1889-ben végzett el. 1895-ben Aradon feleségül vette Vásárhelyi Terézt. Ezt követően vezérkari kiképzésen vett részt, melynek eredményeként 1909-től a temesvári 1. lovas hadosztály vezérkari főnökének tisztségét látta el őrnagyi rendfokozatban.
Az első világháború kitörését követően a Császári és Királyi 4. Arthur connaughti és strathearni herceg Huszárezred parancsnokaként vett részt a keleti fronton vívott harcokban. A lucki csatában tanúsított helytállásáért később, a háború után (1922. június 27-én) felvételt nyert a Katonai Mária Terézia-rend lovagjai közé.
1917-től az olasz fronton szolgált, majd 1918-ban Erdélybe helyezték, itt érte a fegyverletétel híre. 1919-ben az előrenyomuló román csapatok fogságába került, akik ideiglenesen Tordára internálták, de hamarosan szabadon engedték. Szabadulása után részt vett a Tanácsköztársaság elleni ellenforradalmi szervezkedésben, annál is inkább, mert már az első világháború előttről baráti kapcsolat fűzte Horthy Miklóshoz. 1920-tól a Nemzeti Hadsereg szegedi dandárparancsnokává nevezték ki (helyettese Shvoy Kálmán későbbi altábornagy volt), de már 1922-ben felrendelték Budapestre, ahol a Magyar Királyi Honvédség vezérkari főnökének tisztségét kapta meg. Később, 1925-től a honvédség főparancsnokává is kinevezték.
1930-ban saját kérésére a kormányzó felmentette tisztségei alól és nyugdíjaztatta. (Shvoy Kálmán emlékiratai szerint Janky lemondásának oka az volt, hogy Horthy az ő tudta és beleegyezése nélkül léptette elő tábornokká Gömbös Gyula későbbi miniszterelnököt). 1930-tól kezdődően visszavonultan élt budapesti lakásán.
1951-ben a kommunista hatóságok Jankyt, mint régi „horthysta” tisztet, kényszerlakhelyre telepítették, Debrecenbe. Itt is érte a halál, 1954-ben.